# Gregory Jarvis
Gregory Jarvis, född 24 augusti 1944 i Detroit, död 28 januari 1986, Cape Canaveral, var en amerikansk astronaut. Han var med på den olycksdrabbade rymdfärjan Challenger under uppdraget STS-51-L 1986.

## Eftermäle
Nedslagskratern Jarvis på månen, är uppkallad efter honom.
Asteroiden 3353 Jarvis är uppkallad efter honom.
2004 tilldelades han Congressional Space Medal of Honor.